# Gregorio Amunátegui Aldunate
Gregorio Víctor Amunátegui Aldunate (Santiago, 18 de marzo de 1830–ibídem, 17 de enero de 1899) fue un filólogo, historiador, jurista, literato y parlamentario liberal chileno.

## Primeros años de vida
Fue hijo de José Domingo Amunátegui Muñoz (quien fue abogado del general Ramón Freire) y de Carmen Aldunate Irarrázaval; quedó huérfano a los 12 años de edad.
De infancia «más que pobre, miserable», según las palabras de Diego Barros Arana, Gregorio Víctor, junto con su hermano, el también historiador Miguel Luis, realizó sus estudios secundarios en el Instituto Nacional, donde durante un examen de latín fue descubierto por Andrés Bello, entonces rector de la Universidad de Chile, quien se transformó en el protector de los dos prodigiosos niños Amunátegui, instruyéndolos personalmente, dándoles a conocer manuscritos de sus obras, y muchas veces suministrándoles incluso el vestuario más básico.
Estudió derecho en la Universidad de Chile y juró de abogado el 16 de enero de 1857. Ya en 1856 había sido elegido miembro de la Facultad de Filosofía y Humanidades, por su Estudio filológico de la lengua latina, y en 1847 dio a conocer su estudio sobre Pedro de Oña.

### Matrimonio e hijos
En 1857 se casó con Josefina Reyes Pérez-Cotapos (nieta del insigne funcionario de la Corona Judas Tadeo de los Reyes), con quien tuvo tres hijos: Miguel Luis Amunátegui Reyes (también destacado académico), Enrique y Luisa (esposa del senador por el Partido Conservador y ministro de Estado Ricardo Matte Pérez).

## Vida pública
Desde 1868 dedicó sus esfuerzos al fortalecimiento de las instituciones republicanas. Fue Juez de Santiago en lo civil en 1868; ministro suplente de la Corte de Apelaciones de Santiago, entre el 26 de agosto de 1870 y el 23 de septiembre de 1871 y en propiedad el 20 de octubre de 1875. mMinistro de la Corte Suprema, en 1889 y presidente de dicho tribunal desde 1892 a 1893. Además cómo diputado suplente por Chillán, en el período 1864 a 1867. Integró en esta etapa la comisión permanente de Constitución, Legislación y Justicia.
Fue vicepresidente de la Cámara de Diputados (1864) y más tarde presidente (3 de junio de 1865-11 de agosto de 1866).

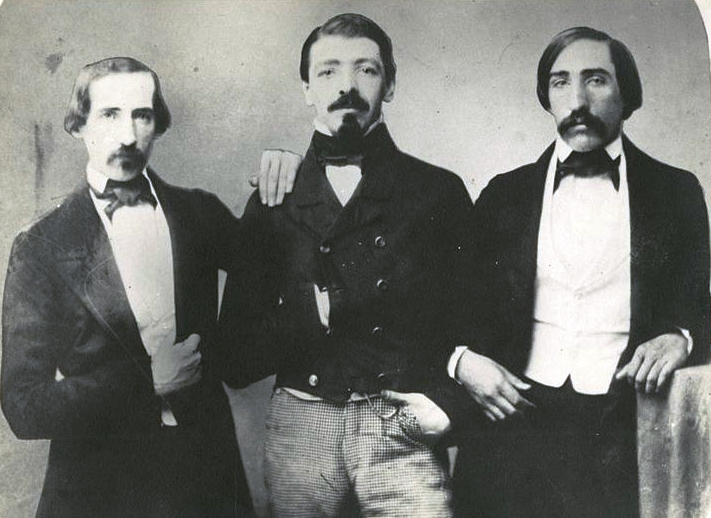
Miguel Luis Amunátegui, Domingo Santa María y Gregorio Víctor Amunátegui en 1848.

Gran parte de sus obras las escribió mientras dedicaba el resto de su tiempo a estas otras ocupaciones. Entre ellas destacan: El Arauco domado  (1862); Biografía de don Manuel Antonio Tocornal  (1869); De la instrucción primaria en Chile: lo que es, lo que debería ser  (en coautoría con Miguel Luis);. Estudio filológico de la lengua latina ; La isla de Juan Fernández  (1852); Pedro de Oña (1862); Poesías y poemas americanos (1861); La reconquista española: 1814-1817 (1852) (en coautoría con Miguel Luis); Una conspiración en 1780 (1853) (en coautioría con Miguel Luis); Vida del Capitán Fernando Álvarez de Toledo (1866).
Junto a su hermano, Miguel Luis Amunátegui, luchó incansablemente, y contra mucha resistencia, a favor de la educación pública y laica, como por las leyes laicas. En 1856 funda junto a su hermano y otros jóvenes intelectuales la Sociedad de Instrucción Primaria con el objeto de combatir la alta tasa de analfabetismo (86%) existente en Chile en esa época.
Falleció en Santiago, en el ejercicio de su cargo. Ambos mantuvieron en su casa el Club de la Picantería, tertulia donde participaban los más importantes miembros de la intelectualidad liberal de la segunda mitad del siglo XIX.
Los hermanos Amunátegui dieron origen a una larga tradición familiar de humanistas chilenos, entre los cuales destacan Miguel Luis Amunátegui Reyes, el rector de la Universidad de Chile Domingo Amunátegui Solar y Gabriel Amunátegui Jordán, célebres profesores de la Universidad de Chile.